# Янгиюль
Янгию́ль (узб. Yangiyo‘l / Янгийўл — в переводе с узбекского означает новая дорога, новый путь) — город в Ташкентской области Узбекистана.

## История
В 1899 году рядом с древним городищем Каунчитепа под Ташкентом была открыта железнодорожная станция Кауфманская Туркестанской железной дороги Российской империи .
После революции посёлок назывался Каунчи, а в 1934 году переименован в город Янгиюль (Новый путь). С 2017 года имеет статус города областного подчинения.

## География
Город Янгиюль расположен на правобережье реки Чирчик между автомагистралями М34 и M39. Железнодорожная станция в 28 км к юго-западу от Ташкента.

## Население
В Янгиюле проживают узбеки, казахи, россияне, татары, корейцы, украинцы, таджики и крымские татары.

## Инфраструктура
В Янгиюле имеются учебные заведения:
- колледж пищевой промышленности,
- медицинское училище,
- Янгиюльский академический лицей при ТГТУ.

Также в городе находятся организации просветительского и досугового профиля:
- парк культуры и отдыха имени Навои,
- крупнейший оздоровительный комплекс «Кардио-неврологический санаторий», в котором работают специалисты высокой квалификации.

На сегодняшний день, в Янгиюле ведут деятельность 18 школ, из которых 1 является специализированной.
Наиболее известными улицами города являются: А. Артыкова, Беруни, Мельничная, Ниязбашская, Самаркандская, Ташкентская, Фурката и Янги-Хаят.
Застройка города, преимущественно, малоэтажная (дома с большими приусадебными участками и садами). Новые кварталы города застроены 4-этажными и 5-этажными домами.

## Экономика
В городе имеется ряд предприятий пищевой, обрабатывающей и лёгкой промышленности, являющихся крупнейшими в республике со времён Советского Союза:
- МЖК (масложиркомбинат — 2-й по величине в Узбекистане после Каттакурганского в Самаркандской области);

Заводы:
- биохимический,
- хлопкоочистительный,
- экспериментальный колбасный (временно не функционирует, по состоянию на 2010 год),
- мукомольный,
- виноводочно-коньячный (один из крупнейших в Узбекистане),
- консервный,
- железобетонных изделий.

Есть кондитерско-дрожжевое объединение, обувная и ряд крупных текстильных фабрик. Город также известен рядом крупных кирпичных заводов.
Продукция предприятий пищевой промышленности города поставляется в Российскую Федерацию и ряд восточноевропейских государств.

## Известные персоны
- Жамал Омарова (1912, ст. Кауфманская — 1976, Алма-Ата) — казахская певица, контральто, исполнительница казахских народных песен и песен народов СССР, народная артистка Казахской ССР (1943), кавалер орденов Ленина, Трудового Красного Знамени и «Знак Почёта»[5].
- Иосиф Кобзон (1937—2018) — советский и российский эстрадный певец (баритон), музыкально-общественный деятель, педагог. Депутат Государственной Думы РФ II—VII созывов. Первый заместитель председателя комитета ГД РФ по культуре (с 2011 года). Перед самой войной семья Кобзонов переехала во Львов. Оттуда отец ушёл на фронт политруком, а мать с тремя детьми, бабушкой и братом-инвалидом отправились в эвакуацию в Узбекистан. Конечным пунктом их назначения оказался город Янгиюль.
- Олег Варлаков (1972—1996) — старший лейтенант милиции, участник первой чеченской войны, Герой Российской Федерации (1996). Родился 25 июня 1972 года в городе Янгиюль Ташкентской области Узбекской ССР.

## Фото города
|            |                      |                                |                                                |
| Вокзал.    | Гостиница «Янгиюль». | Скорбящая мать и вечный огонь. | Бывшая фабрика.                                |
|            |                      |                                |                                                |
| Кинотеатр. | Ресторан.            | Главные часы города.           | Храм иконы Божией Матери «Взыскание погибших». |